# Burg Hausenbach

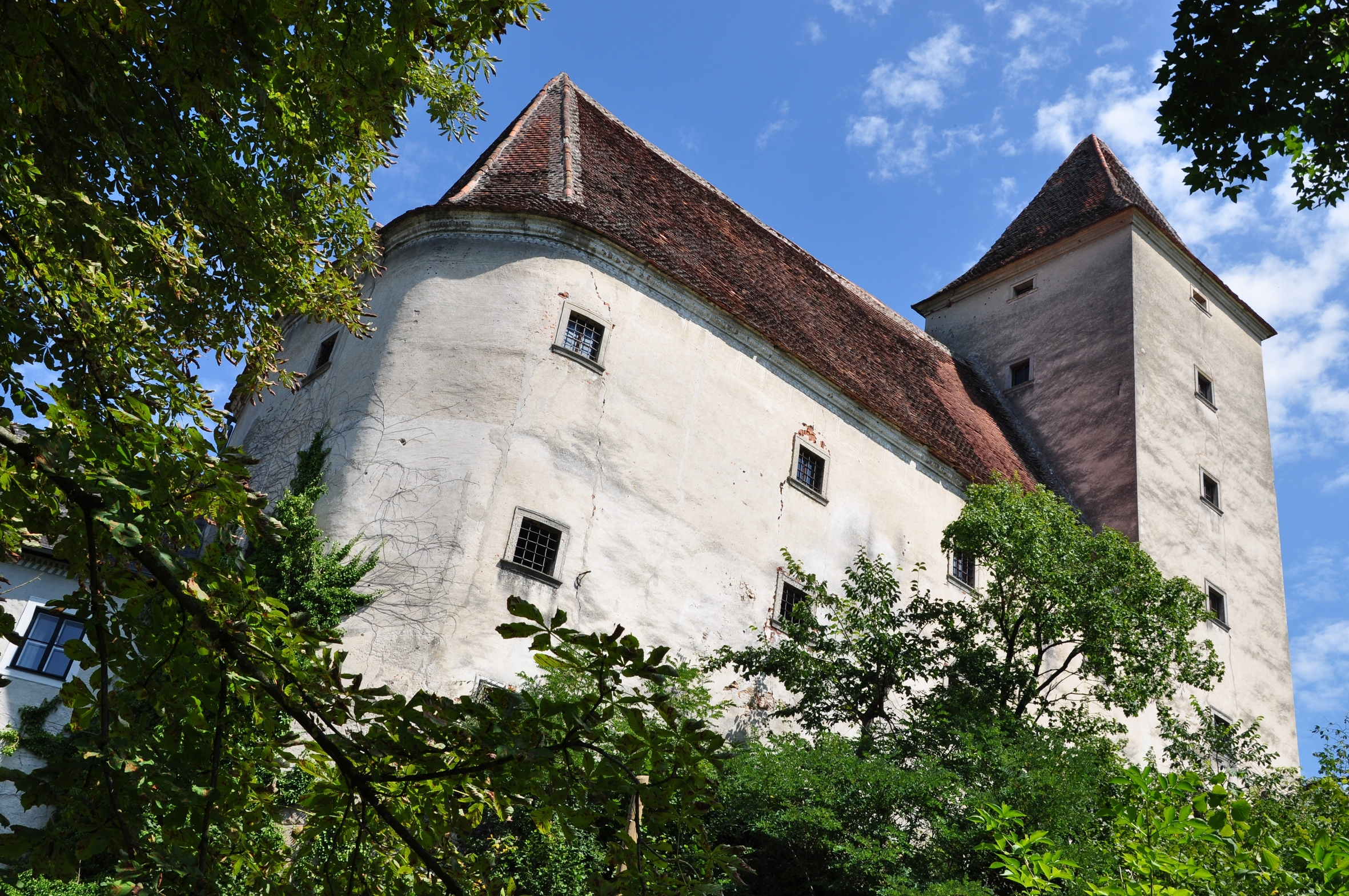
Burg Hausenbach, Kernburg

Die Burg Hausenbach, seltener auch Schloss Hausenbach genannt, ist eine Höhenburg auf einer Felskuppe über Hausenbach, einer Ortschaft der niederösterreichischen Marktgemeinde Karlstetten im Mostviertel. Wegen ihrer Lage wurde die denkmalgeschützte Anlage früher „Haus am Bach“ genannt, woraus sich ihr heutiger Name entwickelte. Die ersten überlieferten Eigentümer der aus dem 13. Jahrhundert stammenden Burg waren Mitglieder der Familie von Doppel. Heute befindet sie sich in Privatbesitz und kann nicht besichtigt werden.

## Geschichte
Die Wurzeln der Anlage sind im 13. Jahrhundert zu suchen. 1237 wurde sie erstmals genannt. Zu jener Zeit war sie im Besitz Weichards I. von Doppel. Im Jahr 1282 starb Ulrich I. von Doppel auf der Burg. Seine Familie war 1471 immer noch Eigentümerin. Von 1515 bis 1580 gehörte die Burg zum Besitz der Familie von Zinzendorf. Von ihr erwarb sie Hans Jöppl von Arnsdorf, der sie bis 1585 teilweise neu aufbauen ließ. Im Jahr 1585 erwarb der auf Schloss Walpersdorf ansässige Helmhart VIII. Freiherr von Jörger die Burganlage. Sein Sohn, Helmhart der Jüngere, kämpfte im Dreißigjährigen Krieg auf der protestantischen Seite und wurde nach der Schlacht am Weißen Berg 1621 im Linzer Schloss inhaftiert. Außerdem wurden seine Güter – und damit auch Hausenbach – von Kaiser Ferdinand II. eingezogen und in der Folge an dessen Frau Eleonora gegeben. Die Burg wurde während des Krieges zudem beschädigt und von kaiserlichen Truppen geplündert.

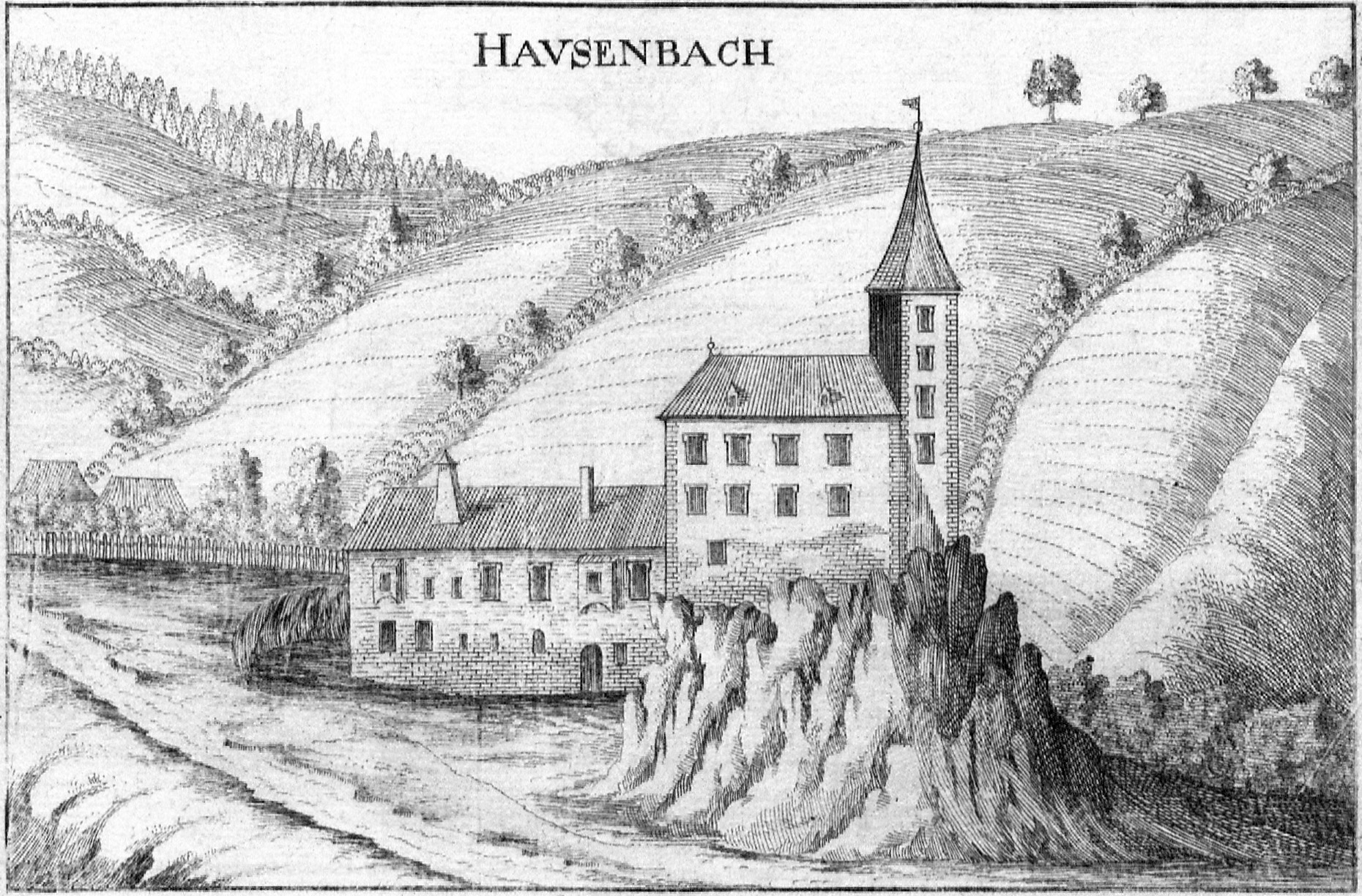
Ansicht der Burg Hausenbach von Georg Matthäus Vischer, 1672

1656 erhielten die Jörger von Tollet die Hälfte ihres eingezogenen Besitzes (darunter auch Hausenbach) wieder zurück. Im Jahr darauf verkauften sie die Anlage an Georg Ludwig von Sinzendorf. Während seiner Zeit als Eigentümer war sie noch gut bewehrt, denn um 1663 war sie der Mittelpunkt einer rund 40 Hektar großen Fliehburg. Danach teilte sie bis in die zweite Hälfte des 20. Jahrhunderts die Eigentümergeschichte mit Walpersdorf: Georg Ludwigs Witwe verkaufte die Anlage an den Grafen Ludwig von Colloredo-Wallsee, der sie seiner Tochter Maria Antonia Josefa Montecuccoli vererbte. Nach ihrem Tod gelangte Burg Hausenbach 1738 an Camillo von Colloredo-Wallsee. Von 1859 bis 1956 gehörte das Schloss der Familie von Falkenhayn. Marie Gräfin Falkenhayn vermachte Walpersdorf schließlich zusammen mit anderen Gütern der Kongregation der Petrus-Claver-Schwestern. Diese verkauften die Burg 1972 an Hartmann Decker, dem auch das Schloss Wolfpassing bei Königstein gehörte. Um 1980 restauriert und modernisiert, hat die Anlage derweil erneut den Eigentümer gewechselt, befindet sich aber immer noch in Privatbesitz.

## Beschreibung
Die zweiteilige Anlage, bestehend aus einer tiefer liegenden Vor- und einer erhöht stehenden Kernburg, erstreckt sich auf einem Granitfelsen über der Ortschaft. Der einst vorhandene Wassergraben ist heute verfüllt.

### Vorburg

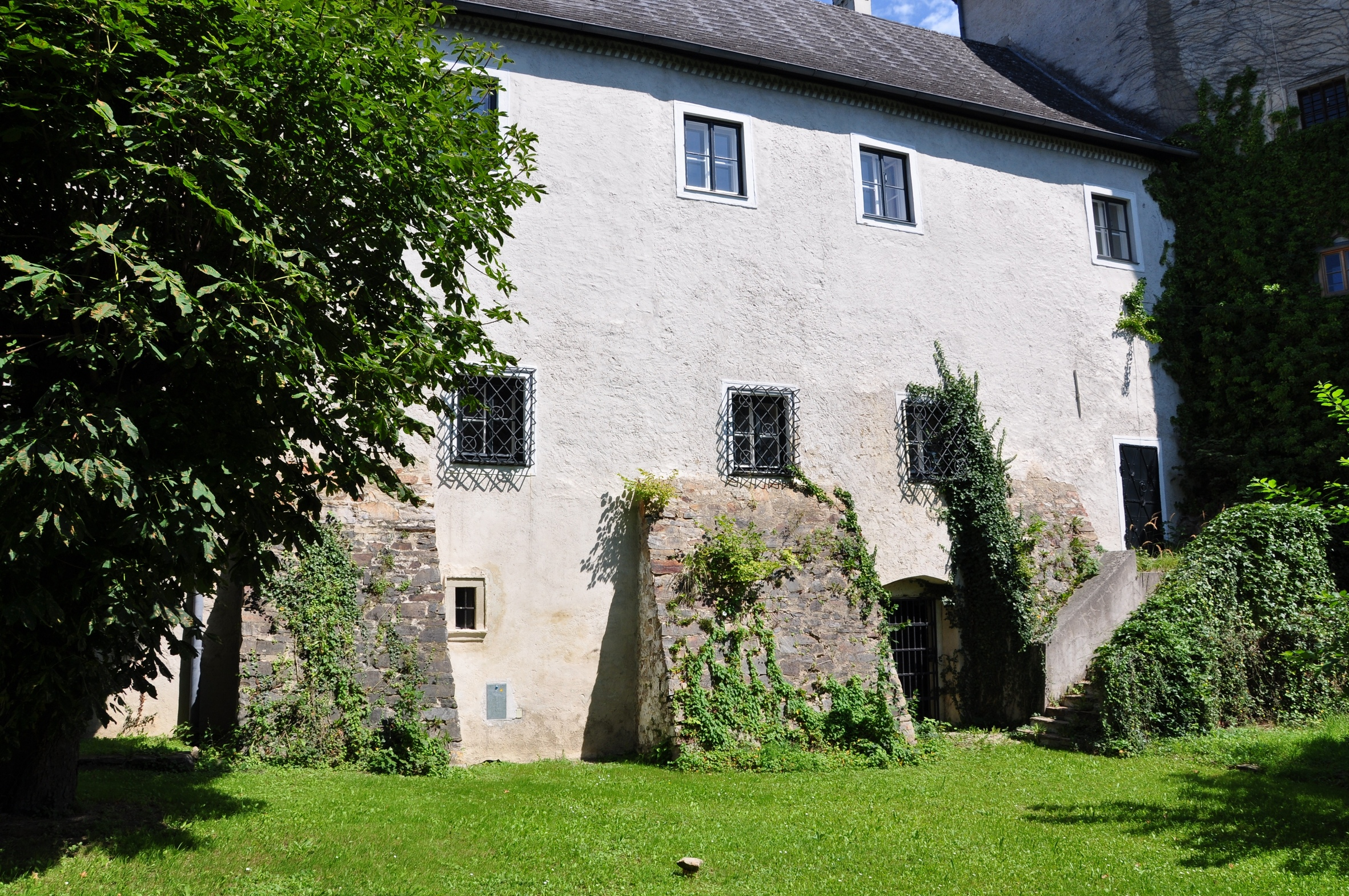
Westflügel der Vorburg mit Stützmauern

Die Vorburg ist eine rechteckige Hofanlage in Hufeisenform, deren offene, zur Kernburg gelegene Südseite durch eine Bruchsteinmauer abgeschlossen ist. Zugang zur Vorburg gewährt ein aus der Mauerflucht vorspringender Torturm in der Mitte der Nordwestseite. Seine drei Geschoße mit eingeritzter Eckquaderung sind von einem Walmdach aus der zweiten Hälfte des 17. Jahrhunderts bedeckt. Am rundbogigen Durchfahrtstor ist noch sehr gut zu erkennen, wo früher die Zugbrücke saß, die über den einstigen Wassergraben führte. Über dem Tor finden sich die gemalten Wappen der Familien Jörger und Zinzendorf.
Östlich des Torturms ist ihm ein zweigeschoßiger Bau angefügt, dessen Walmdach ebenfalls aus der zweiten Hälfte des 17. Jahrhunderts stammt. Die sich daran südlich anschließenden Bauten an der Ostseite der Vorburg stammen aus dem 20. Jahrhundert. Früher war diese Seite nur von einer Wehrmauer abgeschlossen. Hauptflügel der Vorburg ist der langgestreckte zweigeschoßige Trakt an der Westseite mit einem Wellenbandfries auf Traufgesimshöhe und mächtigen Stützmauern. Dieser Teil der Vorburg stammt im Kern aus dem 16. Jahrhundert. Entsprechend datieren die Kreuzgratgewölbe in seinem Inneren in dieselbe Zeit.

### Kernburg
Die Kernburg steht erhöht und südlich der Vorburg. Sie kann von dort über eine Rampe und durch ein großes zweiflügeliges Tor oder die daneben liegende, kleinere Türe in der Südmauer betreten werden. Diese ersetzte einen früher vorhandenen Torbau an dieser Stelle.
Die Hauptburg besteht aus einem wuchtigen, zweigeschoßigen Palas und einem an dessen südlicher Stirnseite stehenden hohen Wehrturm mit viereckigem Grundriss. Beide Bauwerke wurden im 13. Jahrhundert gleichzeitig errichtet und sind somit der Romanik zuzuordnen. Die sechs Geschoße des Turms sind von einem abgeknickten Pyramidendach abgeschlossen. Die Fenster im unteren Bereich stammen nicht aus seiner Errichtungszeit, sondern wurden erst später ausgebrochen. In den beiden untersten Turmgeschoßen haben sich Kreuzgratgewölbe erhalten.
Der Palas ging aus einem festen Haus des 13. Jahrhunderts hervor, das um 1560 umgestaltet wurde. Die Fassaden des Gebäudes wurden im 18. Jahrhundert noch einmal ein wenig verändert. Im Kern ist zwar noch Bausubstanz aus der Errichtungszeit erhalten, allerdings war das Gebäude im Laufe seiner Geschichte auch als Schüttkasten in Benutzung, weswegen es im Inneren fast vollständig entkernt wurde. An der Ostfassade ist ein steinernes Wappen mit Reichsadler und dem Buchstaben L ([Kaiser] L[eopold]) angebracht. Die Fenster besitzen Steingewände und spätgotische Sohlbänke. Das Dach des Gebäudes ist an seiner Nordseite abgewalmt. Im Nordwesten ist dem Palas ein kleiner Hof vorgelagert, der früher einmal ein Zwinger war, von dem aber keine Bausubstanz mehr erhalten ist.